# Onthophagus monforti
Onthophagus monforti es una especie de insecto del género Onthophagus, familia Scarabaeidae, orden Coleoptera.

## Historia
Fue descrita científicamente por Josso & Prévost en 2006.